# Свети Петроније
Свети Петроније (итал. San Petronio) је ранохришћански светитељ, епископ града Болоње и  заштитник града Болоње.

## Биографија
О Светом Петронију је сачувано мало података. Према неким предањима, потекао је из имућне породице, пореклом из римске Галије, а у младости се одрекао паганства и примио хришћанство и монашки начин живота. По другима, био је грчког порекла и био је рођак цара Источног римског царства Теодосија II.
После постављења за епископа Болоње, Петроније је учествовао у обнови порушеног града и учинио много корисних послова за пројектовање и изградњу у граду комплекса зграда и цркве Светог Стефана, по узору на цркву Светог Гроба у Јерусалиму. Петроније је тада већ посетио Јерусалим, а у повратку је стигао у Цариград, где је добио свете дарове од цара, привилегије за град и право да подигне свој универзитет. Тако је Свети Петроније имао значајан утицај не само на верски живот града, већ и на његову обнову и оснивање образовне установе.
Током обнове и реконструкције базилике Светог Стефана, бенедиктинци су 1141. године открили гробницу, коју су прогласили гробом Светог Петронија. Поново је створено житије светитеља, које је постало основа за његов култ у Болоњи.
Свети Петроније је постао заштитник града Болоње, иако су у почетку желели да виде апостола Петра као свог заштитника. Али папа је инсистирао на примату Петра за римску курију. Уместо тога, папа је ојачао култ светог Петронија, а град је започео изградњу базилике невиђене величине у Италији - дужине 224 метра. Црква је постала само још један готички дугорочни пројекат и никада није изграђена према првобитном плану. Успели су само да направе структуру дужине 132 метра, ширине 66 метара и висине 45 метара без трансепта и без оригиналног облика латинског крста.
Његове мошти биле су подељене између базилике Сан Стефано, где су пронађене, и нове базилике Сан Петронио.